# My Riot
My Riot – polska grupa wykonująca muzykę z pogranicza rocka i metalu alternatywnego. Powstała w 2008 roku początkowo jako projekt muzyczny wokalisty Piotra „Glacy” Mohameda znanego z występów w Sweet Noise oraz DJ-a i producenta muzycznego Macieja Jaskółkowskiego znanego jako TR Hacker. Wkrótce skład uzupełnili gitarzyści Jarek „Diamond Hill” Chilkiewicz i Krzysztof „Zwierzak” Mil oraz perkusista Szymon „Sajmon” Synówka.
W 2010 roku muzycy rozpoczęli prace nad debiutanckim albumem. Nagrania zostały zarejestrowane w łódzkim Toya Studio. Miksowanie w warszawskim Elektra Studio wykonał Adam Toczko. Na początku 2011 roku w londyńskich Metropolis Studios John Davis poddał wszystkie utwory masteringowi. Gościnnie w nagraniach wzięli udział m.in. raper Ryszard „Peja” Andrzejewski, wokalistka Maja Konarska znana z występów grupie Moonlight oraz basista Tomasz „Orion” Wróblewski członek formacji Behemoth.
17 marca 2011 roku na antenie stacji radiowej Eska Rock w audycji NRD odbyła się premiera pierwszego singla My Riot pt. „Sen”. Do utworu został zrealizowany także teledysk który wyreżyserowali Mohamed i Mikołaj Górecki. Premiera debiutanckiego albumu My Riot zatytułowanego Sweet Noise odbyła się 13 września 2011 roku. Wydawnictwo ukazało się nakładem EMI Music Poland.
Kolejnym singlem pochodzącym z debiutu My Riot był utwór pt. „Sam przeciwko wszystkim”. W teledysku do piosenki główną rolę fabularną zagrał gościnnie polski żużlowiec Tomasz Gollob. 26 listopada 2011 grupa wystąpiła na otwarciu gali Konfrontacja Sztuk Walki XVII: Zemsta w łódzkiej Atlas Arenie. W tym celu powstał remiks utworu „Sen” autorstwa Matheo.
W czerwcu 2012 miał premierę piąty teledysk do utworu „Ból przemija” z debiutanckiego albumu grupy. W teledysku wystąpili m.in. Krzysztof Hołowczyc i Maciej Wisławski oraz inny kierowca rajdowy – Martin Kaczmarski. W sierpniu 2012 podczas festiwalu Przystanek Woodstock zespół zrealizował teledysk do utworu „Godność 2011” który premierę miał we wrześniu tego samego roku.
W sierpniu 2013 roku Hacker ogłosił na swym profilu na Facebooku, iż odchodzi z My Riot.
17 lipca 2015 podczas Festiwalu w Jarocinie odbył się pierwszy po przerwie koncert grupy w całkowicie odmienionym składzie. Gościnnie wystąpił również Tomasz „Magic” Osiński – współzałożyciel Sweet Noise.
29 października 2020 ogłoszono, że My Riot nagrywa drugą płytę w nowym składzie, do którego należą Fabian Urbaniak (gitara, bas) oraz duet producencki Łukasza Remisiewicza i Krzysztofa Drzewieckiego - R'n'D. Na 4 listopada 2020 zapowiedziano także premierę pierwszego singla z płyty pt. "Maczeta".

## Dyskografia
| Rok  | Tytuł                                                            | Pozycja na liście |
| Rok  | Tytuł                                                            | POL               |
| ---- | ---------------------------------------------------------------- | ----------------- |
| 2011 | Sweet Noise - Data: 13 września 2011 - Wydawca: EMI Music Poland | 4                 |

| 2011                           | „Sen”                     | 22 | 3 |
| 2011                           | „Sam przeciwko wszystkim” | 26 | 1 |
| 2011                           | „Łzy i potęga”            | —  | — |
| „—” pozycja nie była notowana. |                           |    |   |

| Rok  | Tytuł          | Pozycja na liście |
| Rok  | Tytuł          | NRD               |
| ---- | -------------- | ----------------- |
| 2012 | „Ból przemija” | 1                 |

## Teledyski
| Rok  | Tytuł                     | Reżysera/Realizacja                            | Album       | Źródło |
| ---- | ------------------------- | ---------------------------------------------- | ----------- | ------ |
| 2011 | „Sen”                     | Mikołaj Górecki, Piotr „Glaca” Mohamed         | Sweet Noise | [ 6 ]  |
| 2011 | „Sam przeciwko wszystkim” | Mikołaj Górecki                                | Sweet Noise | [ 7 ]  |
| 2012 | „Botox”                   | R5 Films                                       | Sweet Noise | [ 19 ] |
| 2012 | „Ile znaków”              | Łukasz „Goat” Mańkowski, Piotr „Glaca” Mohamed | Sweet Noise | [ 20 ] |
| 2012 | „Ból przemija”            | Mateusz Winkiel                                | Sweet Noise | [ 21 ] |
| 2012 | „Godność 2011”            | Mateusz Winkiel                                | —           | [ 22 ] |

## Nagrody i wyróżnienia
| Rok  | Kategoria                                       | Nagroda                                               | Uwagi      |
| ---- | ----------------------------------------------- | ----------------------------------------------------- | ---------- |
| 2012 | Najlepsza płyta – Polska (Sweet Noise)          | Podsumowanie roku 2011, plebiscyt Magazynu Gitarzysta | 2. miejsce |
| 2012 | Najlepszy zespół – Polska                       | Podsumowanie roku 2011, plebiscyt Magazynu Gitarzysta | 1. miejsce |
| 2012 | Najlepszy utwór („Sen”)                         | Podsumowanie roku 2011, plebiscyt Magazynu Gitarzysta | 2. miejsce |
| 2012 | Najlepszy gitarzysta (Krzysztof „Zwierzak” Mil) | Podsumowanie roku 2011, plebiscyt Magazynu Gitarzysta | 2. miejsce |
| 2012 | Najlepszy debiut                                | Podsumowanie roku 2011, plebiscyt Magazynu Gitarzysta | 2. miejsce |